# Lilly Ledbetter
Lilly Lynn McDaniel Ledbetter, née le 14 avril 1938 à Possum Trot dans le comté de Calhoun (Alabama) et morte le 12 octobre 2024 à Birmingham (Alabama), est une militante américaine engagée pour l'égalité hommes-femmes.

## Biographie
Enfant unique, Lilly Lynn McDaniel naît à Possum Trot, en Alabama, le 14 avril 1938. Elle grandit dans la ville voisine de Jacksonville, où elle ramasse du coton dans la ferme familiale pour joindre les deux bouts. Sa mère s'occupe de la maison et son père est mécanicien au dépôt militaire d'Anniston.
Elle est diplômée de Jacksonville High School en 1956.
Salariée de Goodyear à partir de 1979, elle constate en 1998 qu'elle est largement moins bien rémunérée que ses collègues masculins, à poste similaire. Elle poursuit l'entreprise en 1999 et obtient gain de cause en 2003.
Son mari meurt en 2008.
Son action en justice contre la Goodyear Tire & Rubber Company pour l'égalité des salaires aboutit à la loi Lilly Ledbetter Fair Pay Act de 2009, qui garantit aux femmes un recours équitable et efficace contre les employeurs qui pratiquent la discrimination à leur égard.
En 2011 elle est intronisée au National Women's Hall of Fame.
Lilly Ledbetter meurt le 12 octobre 2024 dans un hôpital de Birmingham, en Alabama. Elle laisse dans le deuil ses enfants, Vickie Ledbetter Saxon et Phillip Ledbetter, quatre petits-enfants et trois arrière-petits-enfants.